# Porto de Lázaro Cárdenas
Porto de Lázaro Cárdenas é um porto marítimo jovem e dinâmico localizado no município de Lázaro Cárdenas, estado de Michoacán costa oeste do México, banhado pelo Oceano Pacífico no estado de Michoacán. Sua origem, a princípio foi como um porto industrial, mas a medida que o mercado de contêineres começou a cobrar importância, o Porto de Lázaro Cárdenas encontrou um novo papel, o movimento de carga comercial. Suas modernas instalações estão equipadas e qualificadas para cobrir com eficiência, segurança e produtividada as atividades intrínsecas de um porto industrial e comercial de sua magnitude.

## Comércio e Rotas
As características físicas e geográficas do Porto de Lázaro Cárdenas, em uma época de comércio marítimo mundial, requer portos que sejam cada vez mais competitivos, e para o crescimento considerável dos fluxos comerciais na Ásia - México, fazem deste porto uma alternativa viável para a circulação de fardo logístico e um ponto chave para enfrentar este mercado em crescimento. Ocupando um papel central como um elo entre a Ásia e a América do Norte, chegando aos principais centros de consumo através de uma estrada direta e corredor ferroviário multimodal Lazaro Cardenas - Kansas City (Kansas City operado pelo sul do México) com 15 terminais intermodais.
O porto está equipado para receber navios de grande porte e todos os tipos de cargas. Lázaro Cárdenas é único porto do México, com 18,00 metros de profundidade do canal de acesso e 16,50 metros de profundidade na bacia principal de Ciaboga.
Em preparação para aumento da capacidade do porto, ferrovia e infra-estrutura viária no sentido norte-sul através do centro do México, tem sido atualizados nos últimos anos para lidar com o aumento previsto no volume de mercadorias com destino ao Estados Unidos usando esse corredor de transporte. Sendo uma proposta apoiada pelo governo de ambos países, um porto é construído em Punta Colonet, na Baja California, os bens passam para estados como Arizona e Nevada podendo ignorar a congestionado do Porto de Los Angeles, região com maior acesso desses mercados, proporcionando o aumento da concorrência do Porto de Lázaro Cárdenas.
Essa rota foi testada, e embora fosse um teste, teve grande sucesso como houve um aumento de carga de 150%, e espera um novo aumento na medida em que disponibilizará mas espaço. É mais eficiente para o transporte de produtos via porto de Lázaro Cárdenas para continuar com o percurso China para Ensenada, Manzanillo e depois para Michoacán, onde a mercadoria é transportada por trem para o terminal de carga de Laredo, agora é uma rota direta para o porto no estado de  Michoacán.
Mais e melhores estradas são para reduzir o tempo de transporte e os custos. Por exemplo, se a expedição chega ao território pelo Pacífico, tem uma redução de tempo do que se for realizada pelo Atlântico, que leva até 35 dias. Em 2006, o porto Michoacan recebeu 80 mil contêineres da Ásia com destino para o mercado mexicano como, asiáticos enviou 500 contentores dos EUA mensal através do México.
A carga movimentada neste porto poderia aumentar em 70%, uma vez que há ainda grande capacidade de movimentação de contêineres a mais. Outro estudo é de corredores multimodais que ligam a América do Sul com os Estados Unidos através do Porto de Veracruz, em vez do Porto de Santos, no Brasil, a carga seria enviada para o Porto de Veracruz, a partir dai tranpostada até Laredo por via férrea e eventualmente, avançar para San Antonio.
Com a abertura do transporte rodoviário entre o México e os Estados Unidos, seja importante, a medida realmente envolve custos muito mais altos.

## Terminais
O porto de Lázaro Cárdenas tem dois terminais público e privado especializados em:
Terminais públicos
- Terminal de Grãos: 15.064 mª
- Multi-terminais de uso: 62.889 mª
- Terminais de Contêineres: 634.120 mª

 Terminais privativos
- Terminais Mineral: 60.328 mª
- Terminal de Fluido: 1.783,413 mª
- Terminal de Carvão: 1.163,408 mª
- Terminal de Fertilizantes: 1.487,381 mª